# Jerzy Tynecki
Jerzy Tynecki (ur. 10 kwietnia 1935 w Rumianie, zm. 3 stycznia 1992 w Łodzi) – polski historyk literatury, bibliotekarz, pracownik Uniwersytetu Łódzkiego oraz Biblioteki Uniwersyteckiej w Łodzi.

## Życiorys
W latach 1952–1957 studiował polonistykę na Uniwersytecie Łódzkim (UŁ). W 1969 doktoryzował się na Wydziale Filologicznym UŁ na podstawie rozprawy Zarys monograficzny życia i twórczości Tadeusza Micińskiego (promotor prof. dr Zdzisław Skwarczyński). W 1972 złożył państwowy egzamin dla bibliotekarzy dyplomowanych. W 1977 zdał kolokwium habilitacyjne zakończone pozytywną uchwałą Rady Wydziału Filologicznego UŁ w sprawie nadania stopnia naukowego doktora habilitowanego nauk humanistycznych, której nie zatwierdziła Centralna Komisja Kwalifikacyjna ds. Kadr Naukowych.
Przedmiotem jego zainteresowań historycznoliterackich była głównie twórczość Tadeusza Micińskiego i Emila Zegadłowicza.
Pracował kolejno w Archiwum Państwowym w Łęczycy (1956–1958), Łódzkim Domu Kultury (1959–1964), Pedagogicznej Bibliotece Wojewódzkiej w Łodzi (1965–1967), Bibliotece Uniwersyteckiej w Łodzi (1968–1972), a w latach 1972–1982 na stanowisku adiunkta w Zakładzie Literatury Nowożytnej Instytutu Filologii Polskiej UŁ.
Był sekretarzem (1969–1973) i prezesem (1975–1977) Oddziału Łódzkiego Towarzystwa Literackiego im. A. Mickiewicza, członkiem Komisji Historii Literatury Wydziału I Łódzkiego Towarzystwa Naukowego, członkiem Stowarzyszenia Bibliotekarzy Polskich.
Przez wiele lat związany był zawodowo z Biblioteką Uniwersytecką w Łodzi: w latach 1968–1972 pracował w Oddziale Opracowania Zbiorów oraz w Oddziale Gromadzenia i Uzupełniania Zbiorów; od 1982 na stanowisku kustosza dyplomowanego (od 1988 – starszego kustosza dyplomowanego) w Oddziale Zbiorów Specjalnych, a od 1988 w Oddziale Prac Naukowych – w Pracowni Słownika pracowników książki polskiej.
Zginął tragicznie w wypadku tramwajowym w Łodzi. 

## Odznaczenia
- Złoty Krzyż Zasługi

## Najważniejsze publikacje
- Inicjacje mistyka: rzecz o Tadeuszu Micińskim. Łódź: Wydawnictwo Łódzkie, 1976.
- Inspiracje neoromantyzmu w literaturze i historiografii polskiej [rozprawa habilitacyjna]. Łódź: Wydawnictwo Uniwersytetu Łódzkiego, 1979.
- Światopogląd pozytywizmu: wybór pism. Łódź: Wydawnictwo Uniwersytetu Łódzkiego, 1996. ISBN 83-7016-994-5 (książka zawiera bibliografię 134 publikacji J. Tyneckiego);
- współautor pracy: Łódź: dzieje miasta, tom I do 1918 r., red. Bohdan Baranowski, Jan Fijałek. Łódź, 1980 (oraz wyd. drugie) – rozdz. Życie literackie.
- liczne artykuły w czasopismach, m.in.: Prace Polonistyczne, Poezja, Odgłosy, Kronika, Osnowa, Miscellanea Łódzkie.